# Canon de 305 mm/45 modèle 1906
Le canon de 305 mm/45 Modèle 1906 est un canon naval de calibre 305 mm conçu au début du XXe siècle. Il équipe des cuirassés de la marine française.

## Utilisation
Ce canon naval équipe les cuirassés de la classe Danton avec deux tourelles doubles. Une variante améliorée, le canon 305 mm/45 modèle 1910, est installée sur les cuirassés de la classe Courbet.

## Sources
- M. Goldsmidt, Cours d'artillerie navale, Paris, Ecole d'application du Génie maritime, 1914, 249 p. lire en ligne sur Gallica (tracé intérieur du canon de 305 mm)
- (en) France 305 mm/45 (12") Model 1906 and Model 1906-1910